# Микроакодонтомис
Микроакодонтомис (лат. Microakodontomys transitorius) — вид грызунов из группы хомяков Нового Света подсемейства Sigmodontinae, обитающий в Южной Америке.
Этот вид был описан только по одному экземпляру с повреждённым черепом, который был найден недалеко от Бразилиа в 1986 году. Его нашли среди кустарниковых зарослей на высоте 1100 метров. Позднее были добыты еще несколько экземпляров, хранящихся в Зоологическом музее Университета Сан-Паулу.
Животное достигало длины тела 7 сантиметров и имело хвост длиной 9 сантиметров. Его длинный мех был коричневатого цвета, на морде - чёрная полоса, а живот белёсый. Характерна удлинённая морда и большие задние лапы.
По телосложению можно сделать вывод, что этот грызун живёт как на земле, так и на деревьях и предположительно  растительноядный. Хотя местность была тщательно обследована, других животных найдено не было, что может свидетельствовать о редкости этого вида.
Систематическая классификация микроакодонтомисов неясна. Поскольку известен единственный повреждённый экземпляр, точных выводов пока сделать нельзя. Предположительно этот вид тесно связан с карликовыми рисовыми хомячками (Oligoryzomys) и,  может быть, даже будет включён в этот род.
Хотя Microakodontomys  был описан как связующее звено между трибами Oryzomyini и Akodontini, Уэкслер и  и соавторы рассматривают этот род как описание аберрантного (отклоняющегося от нормы) Oligoryzomys.